# PowerBook Duo 230
Il PowerBook Duo 230 è un computer portatile prodotto da Apple Computer nel 1992 e dismesso nel 1994.